# Islândia nos Jogos Olímpicos de Inverno de 2002

A Islândia participou dos Jogos Olímpicos de Inverno de 2002 em Salt Lake City, nos Estados Unidos. O país estreou nos Jogos em 1948 e em Salt Lake City fez sua 14ª apresentação, sem conquistar nenhuma medalha.